# Цуцилівська сільська рада
Цуцилівська сільська рада — орган місцевого самоврядування у Надвірнянському районі Івано-Франківської області з адміністративним центром у с. Цуцилів.

## Історія
Утворена 30 жовтня 1990 року.

## Загальні відомості
Водоймища на території, підпорядкованій даній раді: річка Малинівка.

## Населені пункти
Сільській раді підпорядковані населені пункти:
- с. Цуцилів — 1 002 ос.; площа 12,731 км²

## Склад ради
Рада складається з 16 депутатів та голови.